# 曹鼐 (成化進士)
曹鼐（1435年—？），字國用，號賓梅，直隸松江府華亭縣人，明朝政治人物。進士出身。

## 生平
應天府鄉試第六十三名。成化二年（1466年）丙戌科會試第二百七名，殿試登進士第三甲第九十四名。授刑部主事，歷仕至雲南按察司佥事。

## 家族
曾祖曹漢英。祖父曹璘。父亲曹琦，號松趣，封刑部主事。娶夏氏，封安人，山东布政使止軒公之妹。
孫曹嗣榮，嘉靖進士。